# Berliner Arbeitergärten
Berliner Arbeitergärten sind neben den Laubenkolonisten und den Schrebergärten eine besondere Form der Kleingärten.

## Entstehung
Die Idee der Arbeitergärten entstand Mitte des 19. Jahrhunderts in Paris und Luxemburg. In Deutschland wurden diese Ideen um die Jahrhundertwende vom 19. zum 20. Jahrhundert durch Alwin Bielefeldt  übernommen. Im Jahre 1904 wurden die ersten Arbeitergärten als Kolonie auf dem Dienstacker der Försterei Jungfernheide mit Namen „Gartenfeld Jungfernheide, Kolonie Rotes Kreuz“ mit Hilfe des Deutschen Roten Kreuzes gegründet.
Die Arbeitergärten sollten wirtschaftliche Not lindern. Arbeiter und Angestellten, die oft am Rande des Existenzminimums in Mietskasernen auf engstem Raum lebten und gar Schlafgänger beherbergten, sollten die Chance erhalten, ihre Lage zu verbessern. Die Arbeitergärten hatten als soziale Funktion die Konsolidierung der Familie zum Ziel.
Das DRK legte in der Satzung fest, dass der Familiensinn gestärkt, die gemeinsame Erholung der Familie im Garten gefördert, der Mann vom Wirtshausbesuch abgelenkt und die Renten aufgebessert werden sollen.
Die benötigten Felder für die vom Roten Kreuz geplanten Arbeitergärten wurden zum großen Teil von der Stadt Berlin bereitgestellt. Unterstützung gab es auch von Frauenvereinen, die teilweise die Erschließung des Geländes, die Pachtgebühren und die Installation einer Wasserversorgung finanzierten. Die Jahrespacht der Kolonie Jungfernheide betrug 1 Taler für eine Parzelle.
Arbeitergärten waren strengen Regeln unterworfen. In Gruppen von jeweils 10 bis 12 Gärten wurden sie zu einem „Patronat“ zusammengefasst. Jedes Patronat wurde von einem „Patronatsvorstand“ geleitet. Jede Woche fand eine Generalversammlung statt. Ansonsten unterschied sich die Vorstandsarbeit recht wenig von den heutigen Aufgaben: Organisation von Kinder-, Ernte- und Sommerfesten. Bei diesen Festlichkeiten galt übrigens strenges Alkoholverbot. Es gab nur Milch, Mineralwasser, Kaffee und Schokolade. Aber auch Bier und Zigarren waren erlaubt. Es gab Männergesangvereine, Turn- und Sportgruppen für Kinder und Jugendliche, Volkstanzgruppen u. ä.
Das Programm des Roten Kreuzes hatte Erfolg. Im Jahre 1909 wurde der „Zentralverband Deutscher Arbeiter und Schrebergärten“ gegründet. In ganz Deutschland gab es bis 1911 etwa 30.000 Arbeitergärten. Im Jahre 1913 zählte man allein in Charlottenburg 1045 Gärten auf sechs Feldern. Die „Vereinigung sämtlicher Pflanzervereine Berlins und Umgebung“ schlossen sich dieser Vereinigung jedoch nicht an. Sie hielten die Patronatsverfassung des DRK als gegen das demokratische Wesen der Kleingartenbewegung gerichtet.

## Auflösung
In Berlin-Neukölln berieten Anfang der 20er Jahre „Vertreter des Zentralverbandes Deutscher Arbeiter und Schrebergärtner“. Am Ende stand die einstimmigen Annahme einer Entschließung, in der es heißt: „Die in Berlin versammelten Vertreter des Zentralverbandes Deutscher Arbeiter und Schrebergärtner und der noch nicht zentral zusammengeschlossenen Verbände und Vereine fordern einmütig den Zusammenschluss sämtlicher Kleingartenorganisationen zu einem einheitlich geleiteten ‚Reichsverband der Kleingartenvereine Deutschlands‘“. Die endgültige Annahme der Satzung erfolgte dann am 14. August 1921 in Bremen.
Damit endete die Existenz der besonderen Kleingartenform der „Arbeitergärten“.